# Qualea obtusata
Qualea obtusata är en tvåhjärtbladig växtart som beskrevs av John Isaac Briquet. Qualea obtusata ingår i släktet Qualea och familjen Vochysiaceae. Inga underarter finns listade i Catalogue of Life.